# 伊達人間
『伊達人間』（だてにんげん）は、宮永龍による日本の漫画作品。スクウェア・エニックスの『ガンガン戦-IXA-』2009年冬の陣と2010年夏の陣に読み切りとして掲載され、『ガンガンONLINE』（2010年9月16日更新分から2013年2月28日更新分まで毎月第3木曜日更新）で連載された。

## 単行本
- 1巻 2010年12月22日 ISBN 978-4-7575-3096-6
- 2巻 2011年5月21日 ISBN 978-4-7575-3235-9
- 3巻 2011年11月22日 ISBN 978-4-7575-3419-3
- 4巻 2012年5月22日 ISBN 978-4-7575-3601-2
- 5巻 2013年5月22日 ISBN 978-4-7575-3967-9